# بحران گروگانگیری شهروندان کره جنوبی در افغانستان (۲۰۰۷)
بحران گروگانگیری اتباع کره جنوبی در سال ۲۰۰۷ در افغانستان در ۱۹ ژوئیهٔ ۲۰۰۷ آغاز شد که طی آن، ۲۳ مبلغ مذهبی اهلکره جنوبی هنگام تردد در ولایت غزنی افغانستان توسط اعضای طالبان دستگیر و گروگان گرفته شدند. دو گروگان مرد، پیش از توافق بین طالبان و دولت کره جنوبی اعدام شدند. این گروه متشکل از ۱۶ زن و ۷ مرد، بود که هنگام سفر از قندهار به کابل با اتوبوس در مأموریتی تحت حمایت کلیسای پرسبیترینیسم سامول دستگیر شدند. این بحران زمانی آغاز شد که دو مرد محلی که راننده به آن‌ها اجازه سوار شدن داده بود، شروع به تیراندازی کردند تا اتوبوس را متوقف کنند. طی یک ماه بعد، گروگان‌ها در زیرزمین‌ها و خانه‌های کشاورزی نگهداری می‌شدند و مرتباً در گروه‌های سه تا چهار نفره جابجا می‌شدند.
از ۲۳ گروگان دستگیر شده، دو مرد به نام‌های باه هیونگ گیو، کشیشی ۴۲ ساله اهل کره جنوبی از کلیسای سامول و شیم سونگ مین، مرد ۲۹ ساله اهل کره جنوبی به ترتیب در ۲۵ و ۳۰ ژوئیه اعدام شدند. در ادامه و با پیشرفت مذاکرات، دو زن، با نام‌های کیم گیونگ جا و کیم جی نا، در ۱۳ اوت و ۱۹ گروگان باقی مانده در ۲۹ و ۳۰ اوت آزاد شدند.
آزادی گروگان‌ها با وعده کره جنوبی مبنی بر خروج ۲۰۰ سرباز خود از افغانستان تا پایان سال ۲۰۰۷ تضمین شد. اگرچه دولت کره جنوبی هیچ بیانیه‌ای در این رابطه منتشر نکرد اما سخنگوی طالبان مدعی شد که این گروه تروریستی حدود ۲۰ میلیون دلار در ازای امنیت مبلغان دستگیر شده نیز دریافت کرده‌است.

## مذاکرات
دیدارهای رو در رو بین طالبان و دولت کره جنوبی در ۱۰ اوت آغاز شد که منجر به آزادی دو گروگان زن به نام‌های کیم جی نا و کیم گیونگ جا در ۱۳ اوت شد. با این حال، در ۱۸ اوت، اظهار شد که مذاکرات شکست خورده و سرنوشت گروگان‌ها در حال بررسی است.

## رهایی
آزادی ۱۹ گروگان باقی‌مانده شامل ۱۴ زن و ۵ مرد) در ۲۸ اوت با مشارکت اندونزی به عنوان یک کشور مسلمان بی‌طرف تأمین شد. گروگان‌ها در نهایت در ۲۹ و ۳۰ اوت آزاد شدند.
پس از آزادی، یک مقام طالبان اعلام کرد که کره جنوبی بیش از ۲۰ میلیون دلار به عنوان باج برای جان گروگان‌ها به طالبان پرداخت کرده‌است. با این حال، کره جنوبی اعلام کرد که طالبان وعده داده بود که هیچ اظهارنظری در مورد باج انجام نخواهند داد.